# AFC Wimbledon
AFC Wimbledon är en engelsk professionell fotbollsklubb i stadsdelen Wimbledon i sydvästra London. Främsta smeknamnet är The Dons. Klubben spelar sedan säsongen 2025/26 i League One.

## Historia

Klubbens ligaplaceringar sedan grundandet.

AFC Wimbledon grundades den 30 maj 2002 av Wimbledon FC-fans som motsatte sig klubbens flytt till Milton Keynes och namnbyte till Milton Keynes Dons. Den 29 juni samma år anordnade man öppna provträningar på Wimbledon Common för kontraktslösa spelare, varpå en spelartrupp upprättades. Den 10 juli 2002 spelade klubben sin första match, en vänskapsmatch mot Sutton United som slutade i en förlust med 0–4. Klubben spelade sin första ligasäsong 2002/03 i Combined Counties Football League, nivå nio i det engelska ligasystemet.
Under sin hittills mycket korta historia har klubben varit väldigt framgångsrik. Under sina nio första år arbetade man sig successivt upp genom de engelska amatörligorna innan man 2011 tog sig till kvalmatch mot Luton Town om kontrakt i League Two, Englands lägsta division på professionell nivå. Matchen gick till straffsparksläggning som AFC Wimbledon vann med 4–3 och därmed säkrade spel i League Two. Målvakten Zeb Brown blev stor matchhjälte då han räddade två av straffarna. Uppflyttningen till League Two var klubbens femte uppflyttning på nio säsonger och innebar att AFC Wimbledon blev den första engelska fotbollsklubben grundad på 2000-talet att inträda i The Football League.
2016 kvalificerade sig AFC Wimbledon för uppflyttning till League One sedan man tagit sig till playoff-final om uppflyttning från League Two mot Plymouth Argyle. Matchen spelades på Wembley den 30 maj 2016, på dagen 14 år efter att klubben officiellt bildades. AFC Wimbledon vann matchen med 2–0 efter mål av Lyle Taylor och Adebayo Akinfenwa och blev därmed uppflyttade till League One inför säsongen 2016/17.
Säsongen 2021/22 åkte klubben ner i League Two efter att ha slutat näst sist i League One. Detta var klubbens första nedflyttning sedan grundadet 2002.
2025 kvalificerade sig AFC Wimbledon återigen för uppflyttning till League One efter seger i League Two playofffinalen mot Walsall. AFC Wimbledon vann matchen med 1–0 efter mål av Myles Hippolyte och blev därmed uppflyttade till League One inför säsongen 2025/26.

## Hemmaarena
Mellan 2002 och 2020 spelade AFC Wimbledon sina hemmamatcher på Cherry Red Records Stadium, även kallad Kingsmeadow, som man fram till 2017 delade med Kingstonian FC. Till en början hyrde man in sig på arenan, men när Kingstonian drabbades av ekonomiska problem 2003 köpte AFC Wimbledon arenan. Då Kingsmeadow emellertid inte ligger i Merton, där Wimbledon ingår, utan granndistriktet Kingston upon Thames blev en av klubbens största målsättningar att bygga en ny hemmaarena i Merton.
2012 började klubben arbeta aktivt för att ta över den då nedläggningshotade hundkapplöpningsbanan Wimbledon Stadium, belägen på samma gata som den numera rivna Plough Lane där Wimbledon FC spelade mellan 1912 och 1991, och bygga en ny fotbollsarena på tomten. Planerna presenterades officiellt i november 2014 och i december 2015 godkändes planerna av Mertons kommunfullmäktige. Wimbledon Stadium stängdes slutligen i mars 2017 och i december 2017 beviljades AFC Wimbledon slutgiltigt bygglov för den nya fotbollsarenan på tomten. Den nya arenan, som även den har fått namnet Plough Lane, stod färdig i början av november 2020.
I maj 2020 flyttade AFC Wimbledon från Kingsmeadow, som sålts till Chelsea, och spelade tillfälligt på Queens Park Rangers hemmaplan Loftus Road i väntan på att den nya hemmaarenan blev klar. AFC Wimbledon spelade sin första match på sin nya hemmaarena Plough Lane den 3 november 2020 mot Doncaster Rovers, matchen slutade 2-2.

## Rivalitet
Klubbens historia med Milton Keynes Dons har lett till en viss rivalitet mellan klubbarna. Situationen är dock något mer komplicerad än så då ingen av klubbarna eller dess supportrar erkänner att det finns någon rivalitet. Hos AFC Wimbledon beror detta främst på att man inte betraktar Milton Keynes Dons som en legitim fotbollsklubb medan man i Milton Keynes inte anser sig ha någon historia med AFC Wimbledon som kan föranleda någon rivalitet. Icke desto mindre har det ofta varit spänt när klubbarna har mötts. Klubbarna möttes för första gången den 2 december 2012 i den andra omgången av FA-cupen. Matchen, som blev mycket omskriven i brittisk media, vanns av Milton Keynes Dons med 2–1. Matcherna mellan klubbarna har kallats The Dons Derby och The Battle of the Dons i brittisk press, men ingen av klubbarna eller dess supportrar använder dessa benämningar i någon större utsträckning. Säsongen 2016/2017 spelade de båda klubbarna i samma division för första gången, innan dess hade de enbart möts i cupsammanhang.
AFC Wimbledon betraktar i stället sina traditionella grannklubbar i södra London så som Charlton Athletic, Millwall och Crystal Palace som sina primära rivaler. Matcherna mellan dessa lag brukar kallas för The South London Derby. Även Sutton United brukar räknas som traditionella rivaler.

## Spelare

### Spelartrupp
| 1  | England | Nathan Bishop | 15 oktober 1999 | Sunderland (-25) |
| 20 | England | Joe McDonnell | 19 maj 1994     | Eastleigh (-25)  |

| 2  | Uganda     | Nathan Asiimwe  | 29 december 2004  | Charlton Athletic (-25) |
| 3  | England    | Steve Seddon    | 25 december 1997  | Motherwell (-25)        |
| 6  | Nordirland | Ryan Johnson    | 2 oktober 1996    | Stockport County (-23)  |
| 22 | England    | Riley Horan     | 17 februari 2007  | AFC Wimbledon           |
| 23 | England    | Leo Young       | 26 november 2005  | AFC Wimbledon           |
| 24 | England    | Harry Sidwell   | 31 augusti 2006   | AFC Wimbledon           |
| 25 | England    | Ethan Sutcliffe | 20 februari 2004  | AFC Wimbledon           |
| 26 | England    | Riley Harbottle | 26 september 2000 | Hibernian (-24)         |
| 31 | Wales      | Joe Lewis       | 20 september 1999 | Stockport County (-24)  |
| 33 | England    | Isaac Ogundere  | 6 november 2002   | AFC Wimbledon           |

| 4  | England | Jake Reeves         | 30 maj 1993      | Stevenage (-23)        |
| 5  | England | Sam Hutchinson      | 3 augusti 1989   | Reading (-24)          |
| 8  | England | Callum Maycock      | 23 december 1997 | Solihull Moors (-24)   |
| 11 | England | Marcus Browne       | 18 december 1997 | Oxford United (-25)    |
| 12 | England | Alistair Smith      | 19 maj 1999      | Lincoln City (-25)     |
| 18 | Jamaica | Delano McCoy-Splatt | 11 oktober 2004  | AFC Wimbledon          |
| 21 | Grenada | Myles Hippolyte     | 9 november 1994  | Stockport County (-24) |
| 29 | Norge   | Aron Sasu           | 5 mars 2005      | AFC Wimbledon          |
| 32 | England | Kai Jennings        | 18 februari 2006 | AFC Wimbledon          |

| 7  | England       | Danilo Orsi       | 19 april 1996    | Burton Albion (-25)       |
| 9  | Libanon       | Omar Bugiel       | 3 januari 1994   | Sutton United (-23)       |
| 10 | England       | Josh Kelly        | 19 december 1998 | Solihull Moors (-24)      |
| 14 | England       | Matty Stevens     | 12 februari 1998 | Forest Green Rovers (-24) |
| 16 | England       | Antwoine Hackford | 20 mars 2004     | Sheffield United (-25)    |
| 19 | Nederländerna | Osman Foyo        | 3 oktober 2004   | Ipswich Town (-25)        |
| 27 | England       | Ed Leach          | 1 mars 2007      | AFC Wimbledon             |
| 30 | England       | Junior Nkeng      | 14 mars 2007     | AFC Wimbledon             |

Not: Spelare i kursiv stil är inlånade.

### Utlånade spelare
| Nr | Land | Pos | Namn |
| -- | ---- | --- | ---- |

| Nr | Land | Pos | Namn |
| -- | ---- | --- | ---- |

### Kända spelare
- Adebayo Akinfenwa
- Luke O'Neill
- Max Porter
- Aaron Ramsdale
- Paul Robinson
- Tom Soares
- Ismail Yakubu
- Marcus Forss
- Marcus Gayle
- Lyle Taylor
- Shane Smeltz
- Chris Gunter